# Richard Yates (forfatter)
 Der er flere personer med dette navn, se Richard Yates.
Richard Yates (3. februar 1926 – 7. november 1992) var en amerikansk forfatter der bl.a. skrev romanen Revolutionary Road fra 1961.

## Ekstern henvisning
- Richard Yates på Internet Movie Database (engelsk)
- Richard Yates på Svensk Filmdatabas (svensk)
- Richard Yates på The Movie Database (engelsk)
- Richard Yates på Encyclopædia Britannica Online (engelsk)